# Base aérienne 113 Lille-Wambrechies
La base aérienne 113 Lille-Wambrechies était un site opérationnel de l'Armée de l'air, situé sur le territoire de la commune de Wambrechies, près de la ville de Lille.
Elle était active de 19XX à 19XX.